# Орхус-Бугт
Орхус-Бугт — залив Каттегата, ограниченный мысом Слеттерхаге на полуострове Хельгенес на востоке, островами Самсё и Тунё на юге и побережьем Восточной Ютландии на западе. Залив имеет площадь 150 км², его глубина достигает 50 м.
На западном берегу залива находится город Орхус. Северную часть Орхус-Бугта составляют бухты Кальвё-Виг и Бегтруп-Виг.

## Экологические проблемы
В 2002 году внутренние воды Дании, в особенности Орхусский залив, подверглись серьезной и продолжительной гипоксии. Исследования, проведенные Национальным институтом экологических исследований Дании (DMU) в ноябре 2002 года и марте 2003 года, показали, что пострадали значительные площади с заметным ущербом для морской флоры и фауны, особенно вокруг районов Кале-Виг и западной части залива